# Lycaenopsis minima
Lycaenopsis minima är en fjärilsart som beskrevs av Evans 1932. Lycaenopsis minima ingår i släktet Lycaenopsis och familjen juvelvingar. Inga underarter finns listade i Catalogue of Life.